# جیکس‌فون
جیکس‌فون (انگلیسی: GeeksPhone) شرکت الکترونیک اسپانیایی است، که در سال ۲۰۰۹ تأسیس شد.